# Iota Eridani
Désignations
Iota Eridani (ι Eridani / ι Eri) est une étoile géante de la constellation de l'Éridan. Elle est visible à l'œil nu avec une magnitude apparente de 4,11. L'étoile présente une parallaxe annuelle de 21,65 mas mesurée par le satellite Hipparcos, ce qui permet d'en déduire qu'elle est distante d'environ ∼ 151 a.l. (∼ 46,3 pc). Elle se rapproche du Système solaire à une vitesse radiale héliocentrique de −9 km/s.
Iota Eridani est une étoile géante rouge de type spectral K0 III. Cette étoile évoluée est membre du red clump, ce qui indique qu'elle génère son énergie par la fusion de l'hélium en carbone dans son noyau. Elle est âgée d'environ quatre milliards d'années. Sa masse est 42 % supérieure à la masse du Soleil et son rayon est près de 11 fois plus grand que le rayon solaire. Sa luminosité est 57,5 fois plus grande que celle du Soleil et sa température de surface est de 4 683 K. Sa métallicité n'est que de 47 % équivalente à celle du Soleil.